# Saint-Germain-de-Belvès
Saint-Germain-de-Belvès è un comune francese di 147 abitanti situato nel dipartimento della Dordogna nella regione della Nuova Aquitania.

## Società

### Evoluzione demografica
Abitanti censiti